# Henri van Genève
Henri van Genève ( - gestorven Bordeaux, 1296) was bisschop-elect van het bisdom Valence & Die (1283) in het Heilige Roomse Rijk. Nadien was hij tot zijn dood aartsbisschop van Bordeaux (1289-1296).

## Levensloop
Henri was een zoon van Rudolf, graaf van Genève, en Maria van Coligny. Hij studeerde aan de universiteit van Bologna, waar hij afstudeerde in 1268. In de traditie van het Huis Genève zocht hij een bisschopstroon in bezit te nemen in het stroomgebied van de Rhône. In 1283 kozen de kanunniken van Valence en Die hem tot hun bisschop. Het bisdom Valence & Die was nog maar verenigd sinds 1275, acht jaar tevoren. 
Op hetzelfde moment viel de bisschopszetel van Vienne open. Henri ijverde ervoor om in Vienne benoemd te worden. Het kapittel van Vienne bekloeg er zich over bij paus Martinus IV. Het kapittel van Vienne was pro-Frans en er rezen oorlogsdreigingen tussen de Dauphiné (Vienne) en het koninkrijk Arles. Paus Martinus IV liet Henri’s verkiezing in Valence verbreken en gaf Henri verder niets (bul 13 februari 1283). In de plaats kwam Henri’s broer, Jan van Genève, op de bisschopstroon in Valence & Die.
Later geraakte Henri benoemd tot aartsbisschop van Bordeaux (1289). Dit deel van het koninkrijk Frankrijk viel onder Engels bestuur, dat vijandig stond tegenover de Franse Kroon. 